# 77 Boss
77 Boss (tiếng Trung: 77老大; 11 tháng 7 năm 1983 - ) là một YouTuber người Đài Loan, tốt nghiệp Khoa Đông y tại Đại học Trường Canh. 77 Boss vốn là một bác sĩ, bắt đầu phát triển kênh Youtube vào cuối năm 2018. Nội dung trên kênh của anh tập trung vào chăm sóc sắc đẹp, hoặc tình cảm giới tính.